# August 1st (zespół akrobacyjny)
August 1st – reprezentacyjny zespół akrobacyjny sponsorowany przez Chińskie Ludowe Siły Powietrzne. Od 2009 roku ekipa wykorzystuje specjalnie pomalowane samoloty rodzimej produkcji, Chengdu J-10.

## Historia
Zespół w chwili powstania swoje pokazy wykonywał na samolotach Chengdu J-5, który był udoskonaloną przez Chińczyków wersją radzieckiego MiG-17. W późniejszych latach samoloty zostały zastąpione przez myśliwce Chengdu J-7, a wkrótce, w roku 2001 przez nowocześniejsze samoloty Chengdu J-9. W 2009 do zespołu wybrano myśliwce najnowszej generacji, Chengdu J-10. Zespół po raz pierwszy wystąpił poza granicami kraju na przełomie sierpnia i września 2013 roku podczas odbywającego się w Żukowskij salonu lotniczego MAKS.

## Linki zewnętrzne

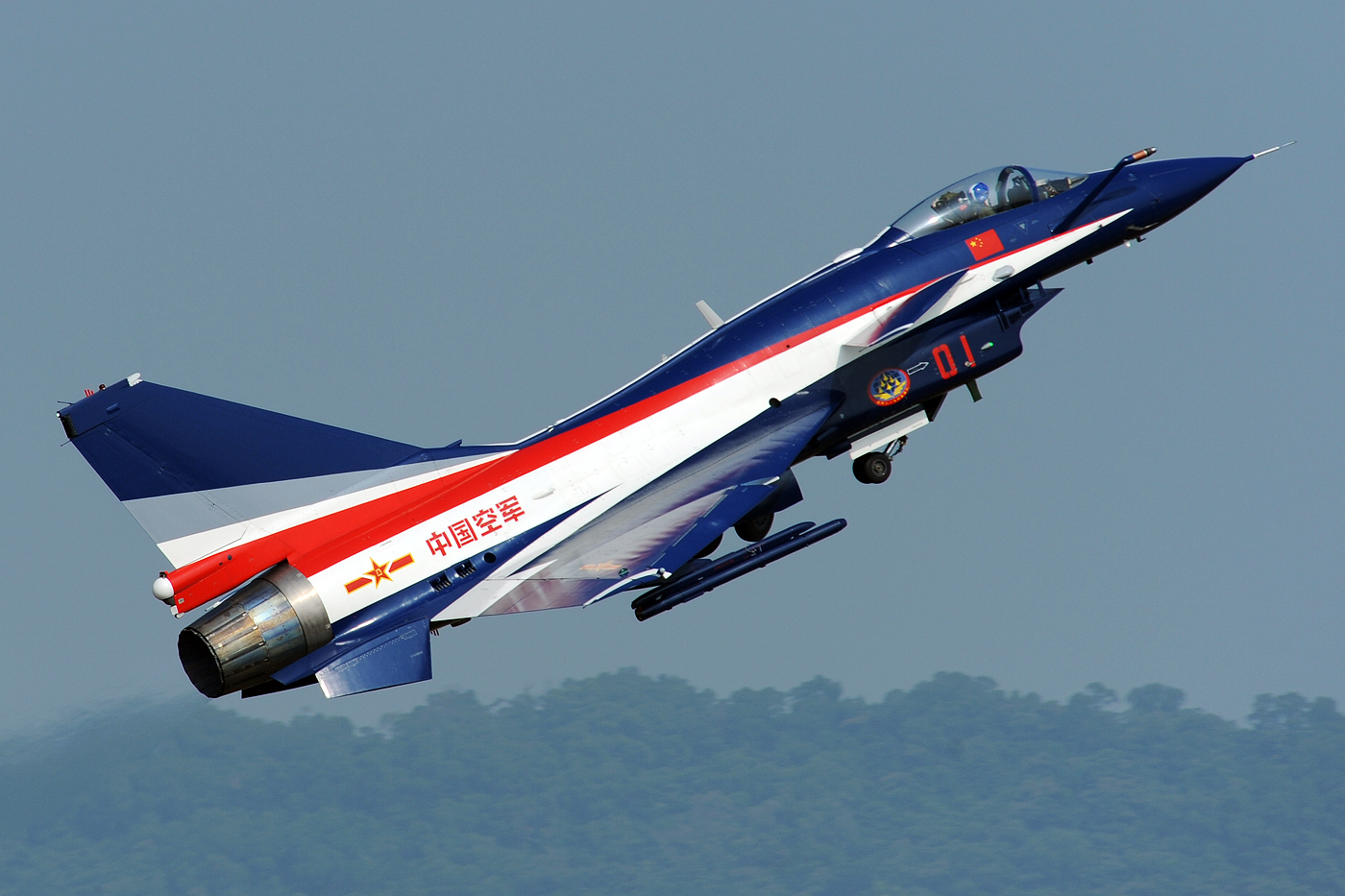
Chengdu J-10 w barwach August 1st.